# Opel GTC Concept
Pour les articles homonymes, voir Opel GTC.
L'Opel GTC Concept, abrégé Opel Gran Turismo Coupé Concept, est un concept car réalisé par le constructeur automobile allemand Opel en 2007. Il est dévoilé au Salon de Genève.

## Carrosserie
L’avant du véhicule est dominé par de remarquables entrées d’air en aluminium. Le système d’éclairage a été réalisé à l’aide de la technologie LED et des formes plus libres associées. Avec cette étude, Opel a également développé la nouvelle calandre d’Opel avec le nouveau logo Opel. Le nouveau logo inclut le nom de l’entreprise dans la partie supérieure de l’anneau désormais légèrement plus étroit et l’éclair est devenu un peu plus tridimensionnel. Les portes latérales présentent un galbe très prononcé. À l’arrière se détachent des feux arrière assombris, un petit aileron arrière et deux pots d’échappement.

## Intérieur
Le tableau de bord est très similaire à celui du modèle ultérieure de production en série. L’éclairage du tableau de bord est rouge, cette couleur se retrouve également dans les surpiqûres décoratives.
Une zone de chargement plate peut être obtenue en déplaçant et en rabattant les sièges arrière. Opel appelle le concept de sièges le système Flex 4, basé sur le système Flex 7 de l’Opel Zafira et le système Flex Space de l’Opel Meriva.

## Moteur
La GTC est équipée d’un moteur V6 turbocompressé de 2,8 L de la famille High Feature, également utilisé dans la Vectra C OPC, mais réglé dans la GTC pour produire 300 ch (224 kW) et 400 N m de couple et d’une boîte de vitesses manuelle à six rapports. La base et le plancher proviennent de la plate-forme Epsilon II de General Motors, mais ont été modifiés pour toutes les roues motrices afin d'appliquer efficacement la puissance.
La voiture était capable de passer 0 à 100 km/h en 6,0 secondes et d'atteindre une vitesse de pointe de 250 km/h.

## Influence
La production de l'Opel Vectra a été arrêtée en 2009. Les éléments de design de l'Opel GTC Concept ont été repris par l'Opel Insignia, la remplaçante de la Vectra. Cependant, une version coupé de l'Insignia ne sera pas disponible.